# Стад-ан-'т-Гарінгвліт
Стад-ан-'т-Гарінгвліт (нід. Stad aan 't Haringvliet) — село в нідерландській провінції Південна Голландія. Входить до муніципалітету Гуре-Оверфлакке.
Його площа становить 10,01 км², а населення станом на 2021 рік складало 1 488 осіб.
До 1966 року мало статус окремого муніципалітету.

## Галерея

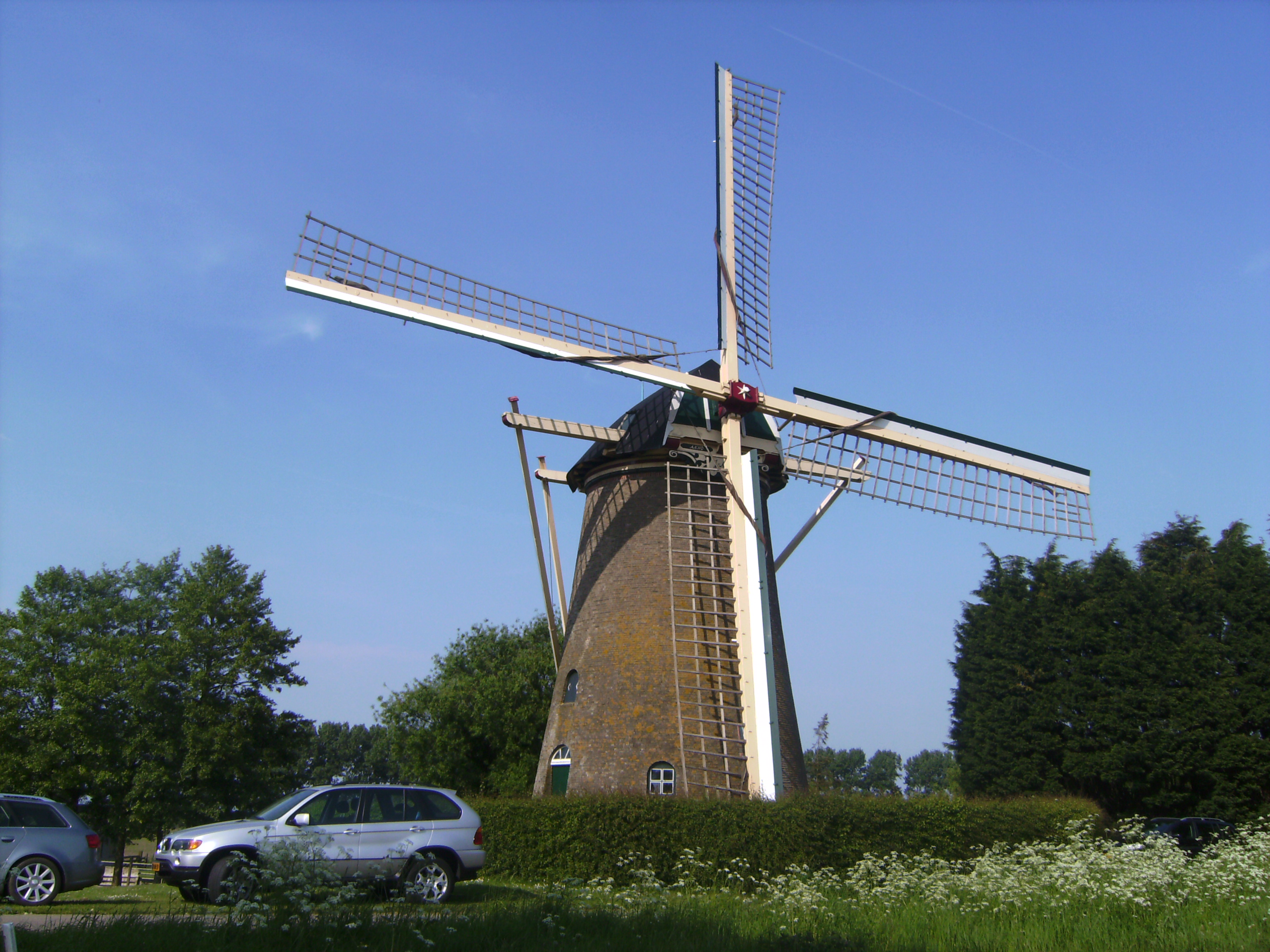
Вітряк De Korenaar
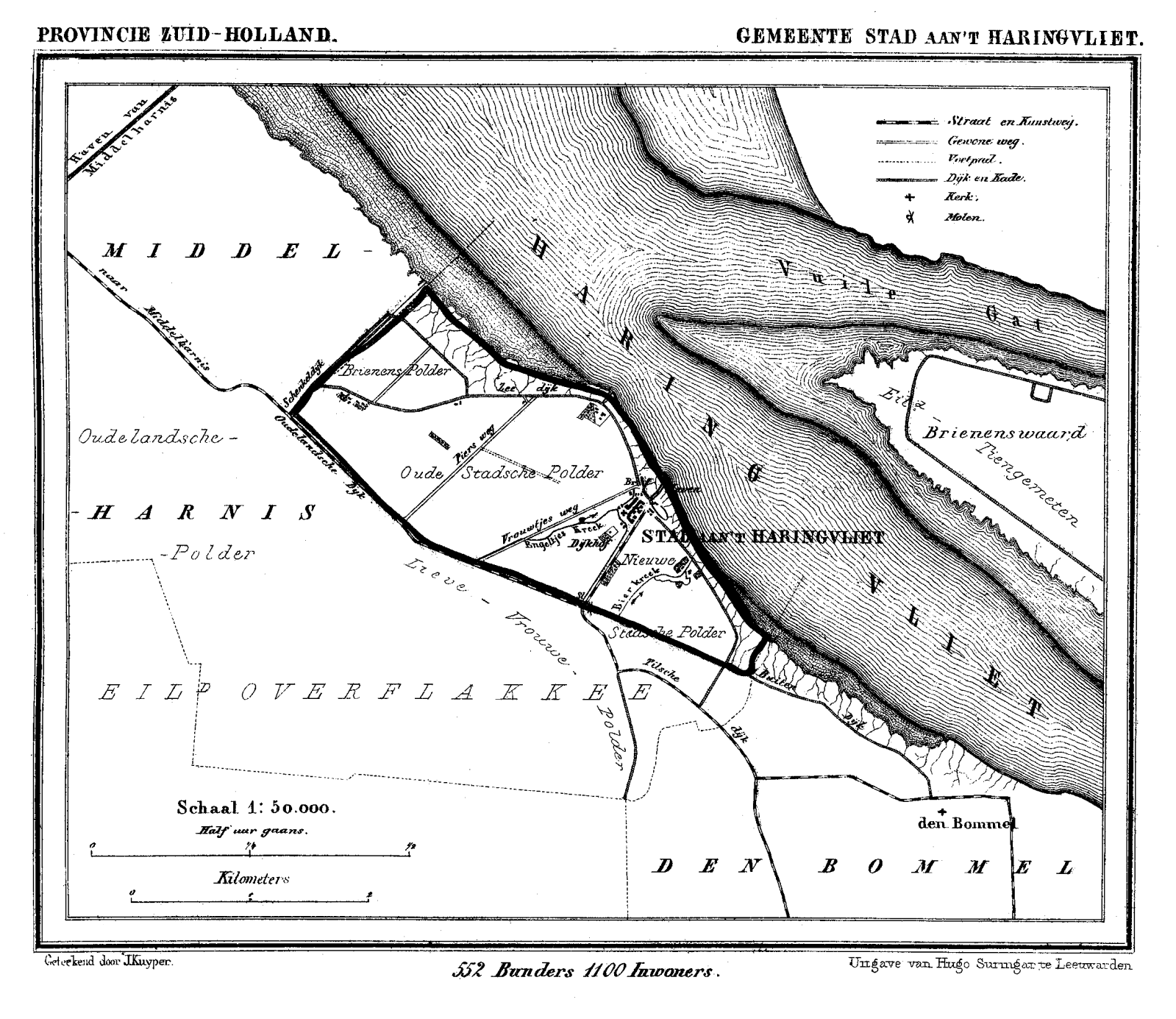
Історична мапа муніципалітету (1868)
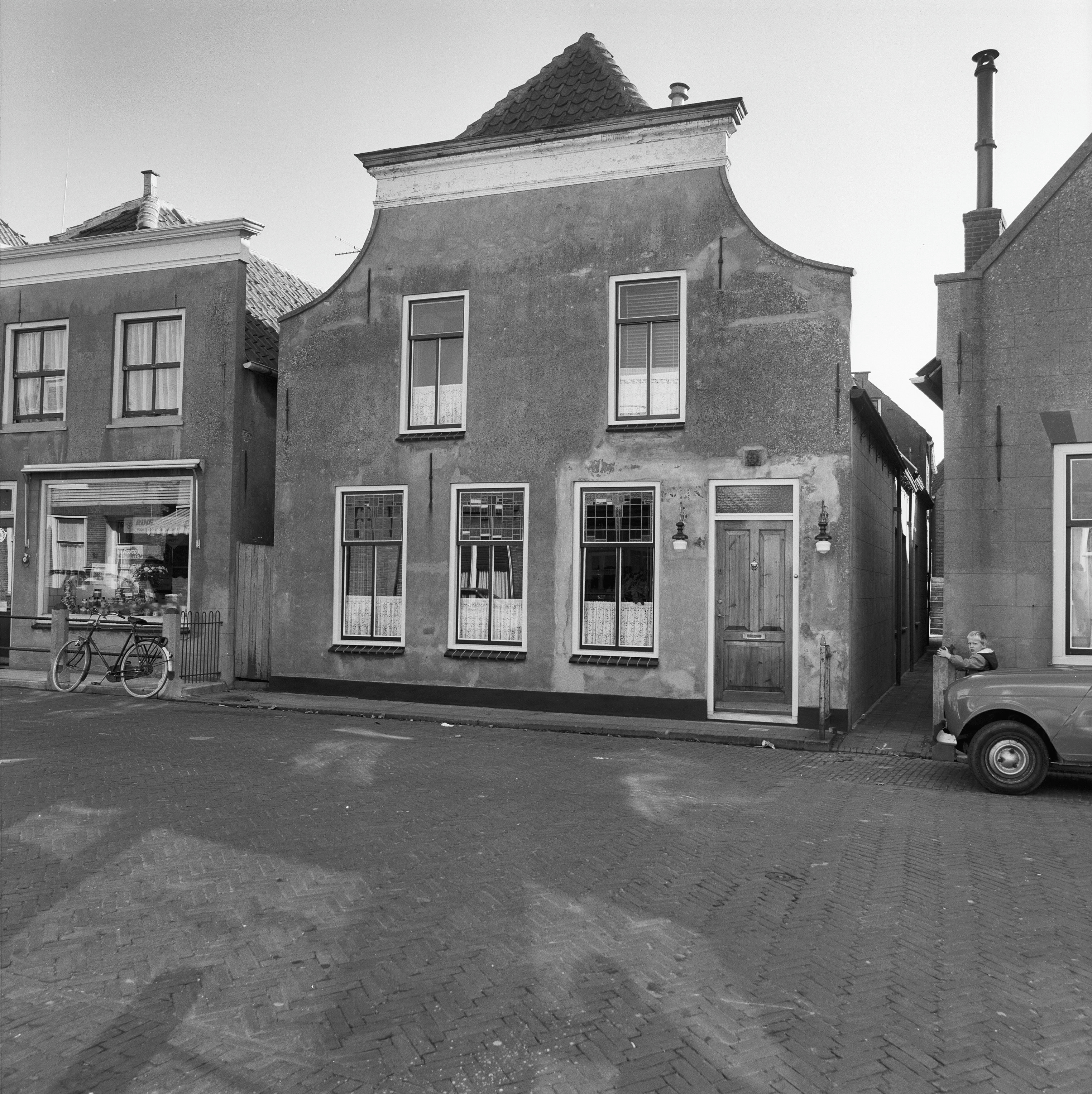
Будинок у селі